# Elaphria conjugata
Elaphria conjugata är en fjärilsart som beskrevs av Moore 1881. Elaphria conjugata ingår i släktet Elaphria och familjen nattflyn. Inga underarter finns listade i Catalogue of Life.